# 张秀峰

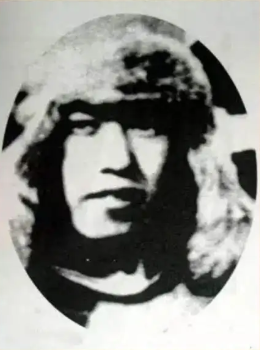
张秀峰

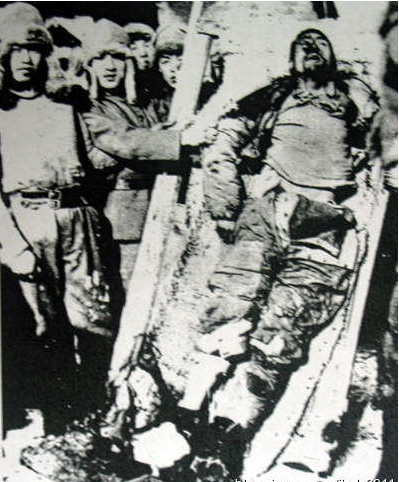
杀害杨靖宇将军的叛徒(左一为张秀峰，左二为张奚若)

张秀峰，东北抗日联军领袖杨靖宇的义子和警卫排排长，1940年2月在杨靖宇牺牲前不久投敌。

## 生平
张秀峰是个孤儿，15岁时加入杨靖宇的抗联队伍，被杨收为义子，后任杨的警卫排排长。1940年，由于日军的封锁与围剿，杨靖宇领导的东北抗日联军第一军进入极为艰难的状况。同年2月1日，张秀峰携带4支手枪、弹药、机密文件和抗联经费9000块大洋投靠日军，被编入程斌的讨伐队。
日本投降后，他通过隐瞒身份，因“已过追诉期”而未被审判。1983年夏天，60多岁的张秀峰曾接受吉林白山市靖宇县县史志编撰委员会成员刘贤的采访。